# Berylliumoxid
Berylliumoxid (BeO) är ett oorganiskt ämne med den kemiska formeln BeO. Detta fasta, vita kristallina ämne är noterbart då det är en elektrisk isolator som leder värme bättre än någon annan icke-metall förutom diamant, det leder till och med värme bättre än många metaller. Dess höga smältpunkt har lett till att det använts som refraktiskt material.
Berylliumoxid förekommer i naturen som mineralen bromellit.

## Säkerhet
Liksom alla berylliumämnen, är berylliumoxid carcinogen och kan orsaka kronisk berylliosis. Direkt när det bränns till fast form är det säkert att hantera, så länge det inte utsätts för någon maskinell behandling som genererar damm.
Berylliumföreningar har i stort samma skadeverkningar som beryllium. Föreningarna kan ge bindvävsknutor under huden (granulom) och allergiskt kontakteksem.
Gränsvärde för beryllium och berylliumföreningar i totaldamm är 0,002 mg/m³ (1987). Akuta besvär som kan uppstå är kraftig irritation i näsa och svalg, och även snuva eller hosta. I svårare fall kan det leda till skador på lungorna, eventuellt också lungödem. Kronisk beryllios, en form av dammlunga liknande asbestos, kan uppkomma vid upprepad exponering. Samband mellan dos och respons verkar ej finnas. Sjukdomen kan uppstå även i samband med låga koncentrationer, ibland lägre än 0,001 mg/m³. Beryllium har i djurförsök visat sig vara cancerframkallande (lung- och skelettcancer). Epidemiologiskt finns indikation på lungcancer hos människor och beryllium är klassat som cancerframkallande i den svenska gränsvärdeslistan. Djurförsök visar även på missbildning av foster.